# Kritik av det rena förnuftet
Kritik av det rena förnuftet (originalets tyska titel: Kritik der reinen Vernunft) är ett filosofiskt verk av Immanuel Kant, ibland benämnt så som "första kritiken". Verket gavs ut år 1781 men 1787 kom en betydligt mer explicit liksom avsevärt reviderad upplaga. "Kritik av det rena förnuftet" är Kants mest betydelsefulla verk och en av filosofins klassiker.
I "Kritik av det rena förnuftet" presenterar Kant för första gången sin transcendentala idealism, en teori han själv ansåg vara en ”kopernikansk vändning” inom den filosofiska diskussionen kring rationalism och empirism, idealism och realism. Detta uttryck syftar på den revolution som astronomen Kopernikus hade gjort med sin banbrytande teori om den heliocentriska världsbilden. Kants egen ”kopernikanska vändning” innebar att han, i stället för att ansluta sig till någon sida i debatten mellan rationalister (som anser att förnuftet kan vara en självständig källa till kunskap om verkligheten) och empirister (som anser att endast empirisk observation kan ge kunskap om tingen), ägnade sin uppmärksamhet åt kunskapens betingelser, det vill säga på vilket sätt vårt förstånd är strukturerat, vad och hur vårt förstånd är villkorat, var gränsen kan gå för vårt vetande och även under vilka kategorier vi sorterar vår erfarenhet.
"Kritik av det rena förnuftet" åtföljs av två andra ”kritiker”, det vill säga undersökningar: "Kritik av det praktiska förnuftet", (1788) och "Kritik av omdömeskraften", (1790).